# Campionati europei di pentathlon moderno 2002
I campionati europei di pentathlon moderno 2002 si sono svolti a Ústí nad Labem, in Repubblica Ceca, dove si sono disputate le gare maschili e femminili individuali ed a squadre.

## Risultati

### Maschili
| Evento              | Oro                                                                 | Argento                                                             | Bronzo                                                   |
| Individuale         | Libor Capalini                                                      | Andrejus Zadneprovskis                                              | Gábor Balogh                                             |
| A squadre           | Ungheria Gábor Balogh Sándor Fülep Péter Sárfalvi                   | Lituania Andrejus Zadneprovskis Andrius Žemaitis Edvinas Krungolcas | Rep. Ceca Libor Capalini Michal Michalík Michal Sedlecký |
| Staffetta a squadre | Lituania Andrejus Zadneprovskis Andrius Žemaitis Edvinas Krungolcas | Bielorussia Aleksandr Bysov Dzmitryj Meljach Pavel Doŭhal'          | Ucraina Andrij Jefremenko Vadym Tkačuk Yaroslav Kozin    |

### Femminili
| Evento              | Oro                                                    | Argento                                                  | Bronzo                                                     |
| Individuale         | Claudia Corsini                                        | Axelle Guiguet                                           | Sian Lewis                                                 |
| A squadre           | Gran Bretagna Sian Lewis Kate Allenby Georgina Harland | Italia Claudia Corsini Federica Foghetti Claudia Cerutti | Polonia Paulina Boenisz Edyta Małoszyc Magdalena Sędziak   |
| Staffetta a squadre | Italia Claudia Corsini Sara Bertoli Claudia Cerutti    | Gran Bretagna Emily Bright Georgina Harland Sian Lewis   | Russia Tat'jana Muratova Olesja Veličko Viktorija Zaborova |

## Medagliere
| Posizione | Paese         |   |   |   | Totale |
| --------- | ------------- | - | - | - | ------ |
| 1         | Italia        | 2 | 1 | 0 | 3      |
| 2         | Lituania      | 1 | 2 | 0 | 3      |
| 3         | Gran Bretagna | 1 | 1 | 1 | 3      |
| 4         | Rep. Ceca     | 1 | 0 | 1 | 2      |
| 4         | Ungheria      | 1 | 0 | 1 | 2      |
| 6         | Bielorussia   | 0 | 1 | 0 | 1      |
| 6         | Francia       | 0 | 1 | 0 | 1      |
| 8         | Polonia       | 0 | 0 | 1 | 1      |
| 8         | Russia        | 0 | 0 | 1 | 1      |
| 8         | Ucraina       | 0 | 0 | 1 | 1      |
| Totale    | Totale        | 6 | 6 | 6 | 18     |